# Jan Vansina
Jan Vansina (Anversa, 14 settembre 1929 – Madison, 8 febbraio 2017) è stato uno storico, antropologo e africanista belga.
È stato uno dei più autorevoli storici dei popoli dell'Africa Centrale.

## Biografia
Jan Vansina nasce ad Anversa nel 1929. Studia storia e giurisprudenza all'Università di Lovanio tra il 1946 e il 1951 e antropologia all'Università di Londra dal 1951 al 1952. Consegue il dottorato di ricerca in storia all'Università Cattolica di Lovanio nel 1957. Dopo due anni all'Università di Lovanium (Zaire), viene nominato professore all'Università del Wisconsin-Madison. Tra il 1973 e il 1975 insegna all'Università di Lovanio ed è stato visiting professor in numerosissime università tra le quali Froebenius Institute, Università di Parigi, Università di Leiden.
Nel 1952 vive nel villaggio Kuba della Repubblica Democratica del Congo, all'epoca colonia belga dello Zaire, lavorando per agenzia culturale belga. L'esperienza è raccontata nel suo libro Living With Africa. Lavora come assistente di Alex Haley, l'autore del romanzo Roots: The Saga of an American Family del 1976, ricostruendo l'origine Mandinga di alcune parole usate da antenati di Haley. Jan Vansina vive a Madison in Wisconsin.
Jan Vansina ha ricevuto numerose onorificenze, tra le quali il Premio Herskovits, il premio A. Von Humboldt e il Distinguished Africanist Award.
È stato membro dell'Accademia reale delle scienze d'oltremare nella sezione scienze umane.

## Opere
L'ampio lavoro di ricerca e pubblicazioni di Jan Vansina si focalizza sulla storia delle società africane prima della colonizzazione. In particolare l'attenzione per le fonti, la storiografia e gli approcci metodologici allo studio del continente africano sono una costante nel suo lavoro.
Jan Vansina introduce lo studio della tradizione orale africana come fonte autorevole per la ricostruzione della storia del continente.
Nel 1984 anche l'arte africana è oggetto da parte dello studioso di una ricostruzione storiografica. La pubblicazione Art History in Africa contribuisce alla conoscenza della produzione del continente, ma soprattutto mostra come questa conoscenza è inscindibilmente legata all'accesso alle fonti e al modo in cui la documentazione è studiata. Come mette in chiaro l'autore fin dall'introduzione, l'Arte africana è un'etichetta (label) e l'arte africana non è necessariamente l'arte dell'Africa. Attraverso l'enfasi sulle fonti e attraverso un'operazione critica che riconosce la stretta correlazione tra fonti e prospettive, l'opera di Jan Vansina sull'arte africana si collega agli studi postcoloniali.
Gli studi sul campo di Jan Vansina si concentrano sulla Repubblica Democratica del Congo (ex-colonia belga e ex-Zaire) e sulle lingue ed etnie Bantu, e su Ruanda, Burundi e Congo-Brazzaville. Lo studioso ha anche realizzato lunghi soggiorni di studio in Libia.

### Pubblicazioni
- Oral Tradition. A Study in Historical Methodology (Translated from the French by H. M. Wright). London: Routledge & Kegan Paul, 1965.
- Kingdoms of the Savanna. Madison, Wisconsin: University of Wisconsin Press, 1966.
- Art History in Africa, Longman, London-New York, 1984.
- Oral Tradition as History. Madison, Wisconsin: University of Wisconsin Press, 1985.
- Paths in the Rainforests. Madison, Wisconsin: The University of Wisconsin Press, 1990.
- Living With Africa. Madison, Wisconsin: The University of Wisconsin Press, 1994.
- Antecedents to Modern Rwanda: The Nyiginya Kingdom (Translated from the French by the author). Africa and the Diaspora series. Madison, Wisconsin: University of Wisconsin Press, 2004.
- How Societies Are Born: Governance in West Central Africa Before 1600. Charlottesville, Virginia: University of Virginia Press, 2004.
- Being Colonized: The Kuba Experience in Rural Congo, 1880-1960. Madison, Wisconsin: University of Wisconsin Press, 2010.